# Maserati 420M
Maserati 420M är en tävlingsbil, tillverkad av den italienska biltillverkaren Maserati 1958.

## Bakgrund
Maseratis dåliga ekonomi hade tvingat företaget att dra sig ur den egna tävlingsverksamheten i slutet av 1957. Istället gick man tillbaka till att tillverka tävlingsbilar åt privatkunder. Den första kunden blev den amerikanska glasstillverkaren Eldorado, som beställde en formelbil för ovalbanetävlingar.

## Utveckling
420M blev en blandning av delar från formel 1-bilen 250F och sportvagnen 450S. Chassi och bakaxel hämtades från 250F medan framvagnen kom från 450S. Motorn var en något mindre version av sportvagnens V8. Växellådan hade bara två växlar: en startväxel och en direktväxel. Fler behövs inte, eftersom ovalbaneracing huvudsakligen handlar om att behålla toppfarten banan runt, varv efter varv.

## Tekniska data
| Tekniska data           | 420M                                                             |
| ----------------------- | ---------------------------------------------------------------- |
| Motor:                  | Frontmonterad 90° 8-cylindrig V-motor                            |
| Cylindervolym:          | 4190 cm³                                                         |
| Borrning x slaglängd:   | 93,8 x 75,8 mm                                                   |
| Max effekt vid varvtal: | 410 hk vid 8 000 v/min                                           |
| Ventilstyrning:         | 2 överliggande kamaxlar per cylinderrad, 2 ventiler per cylinder |
| Kompression:            | 12,0:1                                                           |
| Förgasare:              | 4 Weber 46IDM                                                    |
| Växellåda:              | 2-växlad manuell, transaxel                                      |
| Hjulupphängning fram:   | Dubbla tvärlänkar, skruvfjädrar                                  |
| Hjulupphängning bak:    | De Dion-axel, tvärliggande bladfjädrar                           |
| Bromsar:                | Hydrauliska trumbromsar                                          |
| Chassi & kaross:        | Fackverksram med aluminiumkaross                                 |
| Hjulbas:                | 240 cm                                                           |
| Torrvikt:               | 760 kg                                                           |
| Toppfart:               | 350 km/h                                                         |

## Tävlingsresultat
Bilen debuterade vid Monza 500 miles 1958. Stirling Moss slutade sjua, trots att han bröt det sista av tävlingens tre heat. Bilen skickades sedan över Atlanten för att tävla i Indy 500, men lyckades inte ta sig genom kvalificeringen. Detta blev även slutet på Eldorado-bilens tävlingskarriär.